# مسابقات جهانی ترامپولین ۱۹۷۲
مسابقات جهانی ترامپولین ۱۹۷۲ هفتمین دوره مسابقات جهانی ترامپولین است که در اشتوتگارت، آلمان غربی در ۲۳ سپتامبر ۱۹۷۲ میلادی برگزار شده است.

## جدول مدال‌ها
| رتبه | کشور                | طلا | نقره | برنز | مجموع |
| ۱    | ایالات متحده آمریکا | ۲   | ۲    | ۲    | ۶     |
| ۲    | بریتانیا            | ۲   | ۰    | ۰    | ۲     |
| ۳    | آلمان غربی          | ۰   | ۱    | ۲    | ۳     |
| ۴    | آفریقای جنوبی       | ۰   | ۱    | ۰    | ۱     |